# Coppa del Mondo di skeleton 2000
La Coppa del Mondo di skeleton 1999/00, quattordicesima edizione della manifestazione organizzata dalla Federazione Internazionale di Bob e Skeleton, è iniziata il 27 novembre 1999 a Calgary, in Canada e si è conclusa il 6 febbraio 2000 a Winterberg, in Germania. Furono disputate otto gare: quattro per quanto concerne gli uomini e altrettante per le donne in quattro località diverse.
Nel corso della stagione si tennero anche i campionati mondiali di Igls 2000, in Austria, competizione non valida ai fini della Coppa del Mondo.
Vincitori delle coppe di cristallo, trofeo conferito ai vincitori del circuito, furono il tedesco Andy Böhme per gli uomini, al suo secondo trofeo consecutivo dopo quello conquistato nella stagione precedente, e la britannica Alex Hamilton per le donne, alla sua prima affermazione nel massimo circuito mondiale

## Risultati

### Uomini
| Data             | Località    | Primi classificati          | Secondi classificati     | Terzi classificati          |
| ---------------- | ----------- | --------------------------- | ------------------------ | --------------------------- |
| 27 novembre 1999 | Calgary     | Kristan Bromley Regno Unito | Jeff Pain Canada         | Chris Soule Stati Uniti     |
| 5 dicembre 1999  | Nagano      | Kazuhiro Koshi Giappone     | Andy Böhme Germania      | Jim Shea Stati Uniti        |
| 30 gennaio 2000  | Lillehammer | Jeff Pain Canada            | Snorre Pedersen Norvegia | Kristan Bromley Regno Unito |
| 6 febbraio 2000  | Winterberg  | Willi Schneider Germania    | Andy Böhme Germania      | Chris Soule Stati Uniti     |

### Donne
| Data             | Località    | Prime classificate        | Seconde classificate        | Terze classificate           |
| ---------------- | ----------- | ------------------------- | --------------------------- | ---------------------------- |
| 27 novembre 1999 | Calgary     | Alex Hamilton Regno Unito | Michelle Kelly Canada       | Mellisa Hollingsworth Canada |
| 5 dicembre 1999  | Nagano      | Alex Hamilton Regno Unito | Michelle Kelly Canada       | Maya Bieri Svizzera          |
| 30 gennaio 2000  | Lillehammer | Alex Hamilton Regno Unito | Lea Ann Parsley Stati Uniti | Maya Bieri Svizzera          |
| 6 febbraio 2000  | Winterberg  | Deanna Panting Canada     | Maya Bieri Svizzera         | Alex Hamilton Regno Unito    |

## Classifiche

### Uomini
| Pos. | Nome pilota     | Nazione     | CAL | NAG | LIL | WIN | Punti |
| ---- | --------------- | ----------- | --- | --- | --- | --- | ----- |
| 1    | Andy Böhme      | Germania    | 4   | 2   | 9   | 2   | 153   |
| 2    | Chris Soule     | Stati Uniti | 3   | 9   | 4   | 3   | 145   |
| 3    | Kristan Bromley | Regno Unito | 1   | 4   | 3   | 17  | 144   |
| 4    | Jeff Pain       | Canada      | 2   | 10  | 1   | 10  | 141   |
| 5    | Snorre Pedersen | Austria     | 13  | 5   | 2   | 4   | 137   |
| 6    | Willi Schneider | Germania    | 9   | 7   | 7   | 1   | 133   |
| 7    | Jim Shea        | Stati Uniti | 6   | 3   | 8   | 9   | 125   |
| 8    | Kazuhiro Koshi  | Giappone    | 15  | 1   | 5   | 16  | 118   |
| 9    | Adrian Collins  | Regno Unito | 10  | 6   | 10  | 13  | 97    |
| 10   | Felix Poletti   | Svizzera    | 7   | 14  | 11  | 8   | 95    |

### Donne
| Pos. | Nome pilota           | Nazione     | CAL | NAG | LIL | WIN | Punti |
| ---- | --------------------- | ----------- | --- | --- | --- | --- | ----- |
| 1    | Alex Hamilton         | Regno Unito | 1   | 1   | 1   | 3   | 113   |
| 2    | Maya Bieri            | Svizzera    | 6   | 3   | 3   | 2   | 88    |
| 3    | Michelle Kelly        | Canada      | 2   | 2   | 5   | 5   | 88    |
| 4    | Lea Ann Parsley       | Stati Uniti | 5   | 4   | 2   | 4   | 84    |
| 5    | Mellisa Hollingsworth | Canada      | 3   | 5   | 7   | 6   | 71    |
| 6    | Deanna Panting        | Canada      | 9   | 6   | 10  | 1   | 69    |
| 7    | Ursi Walliser         | Svizzera    | 4   | 7   | 14  | 8   | 54    |
| 8    | Tanja Morel           | Svizzera    | 7   | 8   | 15  | 12  | 42    |
| 9    | Mikiko Yoshioka       | Giappone    | 12  | 10  | 11  | 14  | 37    |
| 10   | Tricia Stumpf         | Stati Uniti | 8   | -   | 8   | 11  | 36    |